# كوسي
كوسي هي قرية في مقاطعة أرومية، إيران. يقدر عدد سكانها بـ 706 نسمة بحسب إحصاء 2016.